# Lepthyphantes sardous
Lepthyphantes sardous là một loài nhện trong họ Linyphiidae.
Loài này thuộc chi Lepthyphantes. Lepthyphantes sardous được miêu tả năm 1908 bởi Gozo.